# Fano-Bedingung
Die Fano-Bedingung (nach Robert Fano) bezeichnet in der Kodierungstheorie der Informatik die Eigenschaft einer Sprache, präfix-frei zu sein. In einer Sprache, die der Fano-Bedingung genügt, gibt es also kein Wort, welches identisch mit dem Anfang eines anderen Wortes ist.
Präfix-freie Sprachen vereinfachen die Worterkennung, da nach jedem erkannten Wort sofort zum nächsten übergegangen werden kann. Eine weitere Vorausschau ist aufgrund der Präfixfreiheit nicht nötig.
Mit Hilfe der Shannon-Fano-Kodierung oder der Huffman-Kodierung lassen sich Kodierungen konstruieren, die die Fano-Bedingung erfüllen.
Ein Code, der die Fano-Bedingung erfüllt, wird Präfixcode genannt.

## Beispiele
- Die Sprache L = {0, 10, 110, 1110, 11110} (z. B. als Kodierung der Werte 0, 1, 2, 3, 4) ist präfixfrei und genügt damit der Fano-Bedingung.
- Die Telefonnummern eines Telefonbuchs eines Vorwahlbereichs genügen ebenfalls der Fano-Bedingung. Dies ist notwendig, weil einige Telefone sofort wählen und beim ersten „Treffer“ verbinden.
- Die deutsche Sprache hingegen genügt nicht der Fano-Bedingung, weil z. B. „bei“ ein Wort der deutschen Sprache ist und zugleich Präfix von „beide“ ist.
- Der Morsecode erfüllt die Fano-Bedingung, wenn die längere Pause zwischen zwei Zeichen als drittes Symbol der Sprache betrachtet wird. Eine Folge der beiden Symbole kurzes Signal und langes Signal würde die Fano-Bedingung nicht erfüllen.

## Formale Definition
Sei {\displaystyle \mathbf {\mathit {L}} } eine Sprache und {\displaystyle \varepsilon } das leere Wort. {\displaystyle \mathbf {\mathit {L}} } erfüllt die Fanobedingung, ist also präfixfrei genau dann, wenn ein Gefüge {\displaystyle uv} von zwei Wörtern der Sprache nur dann ein Wort sein kann, wenn einer der Bestandteile das leere Wort ist:
{\displaystyle \forall u,v,w\in \mathbf {\mathit {L}} :(w=uv\implies u=\varepsilon \lor v=\varepsilon )}

## Automat
Ein deterministischer Kellerautomat, der mit leerem Keller akzeptiert, akzeptiert genau die Sprachen, die die Fano-Bedingung erfüllen.